# Distributeur de serviettes en papier
 (janvier 2018).
Si vous disposez d'ouvrages ou d'articles de référence ou si vous connaissez des sites web de qualité traitant du thème abordé ici, merci de compléter l'article en donnant les références utiles à sa vérifiabilité et en les liant à la section « Notes et références ».

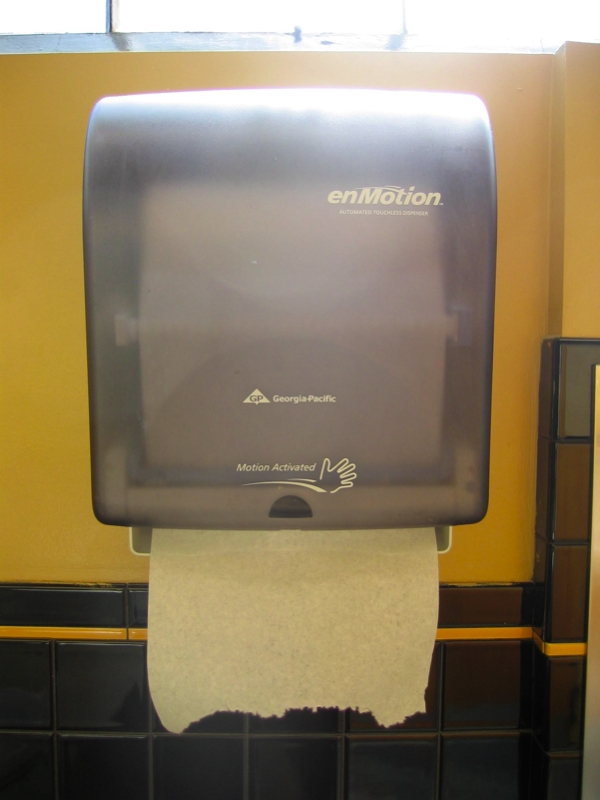
Distributeur de serviettes en papier.

Un distributeur de serviettes en papier est un dispositif qui met à la disposition de tout utilisateur de toilettes publiques une feuille de papier lui permettant de s'essuyer les mains après les avoir lavées. Le procédé le plus simple laisse l'utilisateur saisir la serviette visible, ce qui libère la suivante, mais d'autres distributeurs peuvent être actionnés par une poignée ou fournir la serviette au moyen d'un détecteur de mouvement.
Ces distributeurs sont courants en Amérique du Nord et dans d'autres pays occidentaux. Ils sont soit utilisés pour remplacer les séchoirs à main ou utilisés en tandem avec ceux-ci pour offrir aux utilisateurs des solutions alternatives pour le séchage des mains. Ils peuvent  être considérés comme vecteur de déchets et donc moins respectueux de l'environnement que les sèches main.